# Le Pôle du cœur
Le Pôle du cœur est une association créée en 2006 pour servir de relais d'information et de prévention sur les maladies cardio-vasculaires. Le Pôle du cœur est situé au sein de l'Hôpital européen Georges-Pompidou à Paris et fait partie intégrante du Pôle cardio-vasculaire de ce dernier.
Fonctionnel depuis l'ouverture de l'HEGP en 2001, le Pôle cardio-vasculaire prend son essor et sa reconnaissance légale grâce à l'ordonnance du 2 mai 2005 décrivant « la nouvelle gouvernance des établissements de santé » et le fonctionnement en pôle avec à sa tête un responsable médical, le professeur Alain Deloche.

## Objectifs
Grâce aux dons qu'il reçoit régulièrement, le Pôle du cœur permet de soutenir la recherche pour résoudre de nombreuses pathologies. Le Pôle s'organise autour de cinq thématiques, cinq problématiques santé mêlées au risques cardiaques :
1. prévention cardio-vasculaire ;
2. cardiologie : traitement des maladies coronaires, de l'insuffisance cardiaque, rythmologie et cardiopathies congénitales adultes ;
3. chirurgie cardio-vasculaire ;
4. néphrologie et centre de dialyse : diagnostic et traitement des maladies du rein ;
5. médecine vasculaire et hypertension artérielle.

## Composition du Pôle cardio-vasculaire
- Chirurgie cardio-vasculaire + Réanimation chirurgicale : Professeurs Alain Deloche et Jean-Noël Fabiani

- Cardiologie :
  - Maladies coronaires + unité de douleurs thoraciques : Professeur Nicolas Danchin
  - Insuffisance cardiaque : Professeur Michel Desnos
  - Rythmologie : Professeur Jean-Yves Le Heuzey
  - Cardiopathies congénitales adultes : Docteur Laurence Iserin

- Néphrologie et centre de dialyse : Professeur Christian Jacquot

- Médecine vasculaire et hypertension artérielle  :
  - Médecine vasculaire  : Professeur Joseph Emmerich
  - Hypertension artérielle : Professeur Pierre-François Plouin